# 中国蛏蚌属
中国蛏蚌属（学名：Sinosolenaia）为蚌科的一个属。该属为中国特有属。该属物种为中国特有种，分布于长江中下游地区。属内物种基于贝壳形态长期归类于泰国分布的蛏蚌属(Solenaia)。随着蚌科分子序列增加，最近系统发育分析发现中国蛏蚌属与分布于泰国的蛏蚌属隶属不同亚科，中国蛏蚌属隶属隆嵴蚌亚科（Gonideinae），而泰国蛏蚌属隶属矩形蚌亚科（Rectidentinae）。因而Bolotov等提议中国分布的该类群应另立一属，因而建立本属。

## 下属物种
本属包括以下物种：
- 中国龙骨蛏蚌 Sinosolenaia carinata (Heude, 1877)，见于江西鄱阳湖流域
- Sinosolenaia iridinea (Heude, 1874)
- Sinosolenaia oleivora (Heude, 1877)
- Sinosolenaia recognita (Heude, 1877)